# Каштановая альциона
Каштановая альцио́на (лат. Halcyon badia) — вид птиц семейства зимородковых. Подвидов не выделяют. Распространён в Африке.

## Описание
Каштановая альциона достигает длины 21 см и массы от 47 до 65 г. Половой диморфизм не выражен. Голова и задняя часть шеи тёмно-коричневые, мантия коричневато-чёрная, спина чёрная, надхвостье блестящего небесно-голубого цвета; верхние кроющие перья хвоста чёрные, а хвост бледно-голубой с более тёмной оконечной полосой. Первостепенные маховые перья черноватые, второстепенные — чёрные с блестящим лазурным пятном на внешних опахалах. Верхние кроющие перья крыльев чёрные с коричневато-красной окантовкой. Нижняя часть тела от горла до подхвостья и испод крыльев снежно-белые, за исключением небольшого черноватого пятна на боку. В полете выделяются ярко-синее надхвостье и зеркальце. Клюв красный или красновато-коричневый. Радужки тёмно-коричневые, окологлазное кольцо красное. Ноги тёмного красновато-фиолетового цвета. Молодые особи похожи на взрослых, за исключением того, что грудь желтоватая с небольшими тёмными пятнами в виде полумесяца, а на боках есть небольшие чёрные пятна; у птенцов клюв черноватый с оранжевым кончиком.